# Sophie Stehle
Sophie Stehle (Bohenzoller-Sigmaringen, 15 de maig de 1838 - 4 d'octubre de 1921) fou una soprano alemanya.
Alumna d'Elena Ahlir debutà en l'Òpera de la cort de Múnic el 1860. Sophie estudià sota la direcció del mateix Wagner el rol de Senta de Der fliegende Holländer. També fou la primera Fricka de Das Rheingold i la primera Brünnhilde de Die Walküre.